# Liste de fromages roumains
 (février 2014).
Si vous disposez d'ouvrages ou d'articles de référence ou si vous connaissez des sites web de qualité traitant du thème abordé ici, merci de compléter l'article en donnant les références utiles à sa vérifiabilité et en les liant à la section « Notes et références ».
- Cașcaval : fromage affiné à croute lavée, qui peut être fumé pour améliorer sa conservation
- Coșuleț
- Penteleu : fromage AOP de Dobroudja
- Telemea : fromage frais sans affinage tenu dans une saumure avant d'être présenté (sorte de feta)
- Năsal : fromage affiné, a pâte molle et ayant un goût prononcé
- Brânză de burduf : fromage salé à pâte pressée, fabriqué à partir de lait cru de brebis.
- Șvaițer : fromage au lait cru de vache, à pâte pressée cuite. Le Șvaițer est l'adaptation roumaine de l'emmental suisse.
- Urdă : fromage à base de petit-lait de brebis, de chèvre, ou de vache.